# Taifa Jérica
De taifa Jérica was een emiraat (taifa) in de regio Valencia, in het oosten van Spanje. De taifa kende een kortstondige, onafhankelijke periode in de 11de eeuw onder Ibn Yamlul. In 1065 viel Jérica aan de taifa Toledo. De stad Jérica was de hoofdplaats van de taifa.